# Бугульминський район
Бугульминський район (рос. Бугульминский район, тат. Bөgelmə rayonı, Бөгелмә́ районы́) — муніципальний район у складі Республіки Татарстан Російської Федерації.
Адміністративний центр — місто Бугульма.

## Адміністративний устрій
До складу району входять два міських та 17 сільських поселень:
1. місто Бугульма
2. смт. Карабаш
3. Акбаське сільське поселення — сел. Акбаш
4. Березовське сільське поселення — сел. Березовка
5. Великофедоровське сільське поселення — сел. Победа
6. Восточне сільське поселення — сел. Восточний
7. В'язовське сільське поселення — сел. В'язовка
8. Зеленорощинське сільське поселення — с. Зелена Роща
9. Ключевське сільське поселення — с. Ключі
10. Кудашевське сільське поселення — с. Кудашево
11. Малобугульминське сільське поселення — с. Мала Бугульма
12. Наратлинське сільське поселення — с. Наратли
13. Новоалександровське сільське поселення — с. Нова Александровка
14. Новосумароковське сільське поселення — с. Нове Сумароково
15. Петровське сільське поселення — с. Петровка
16. Подгорненське сільське поселення — сел. Подгорне
17. Спаське сільське поселення — с. Спаське
18. Староісаковське сільське поселення — с. Старе Ісаково
19. Татарсько-Димське сільське поселення — с. Татарська Димська